# Eudesmia arctifascia
Eudesmia arctifascia là một loài bướm đêm thuộc phân họ Arctiinae, họ Erebidae.